# Operador de càmera

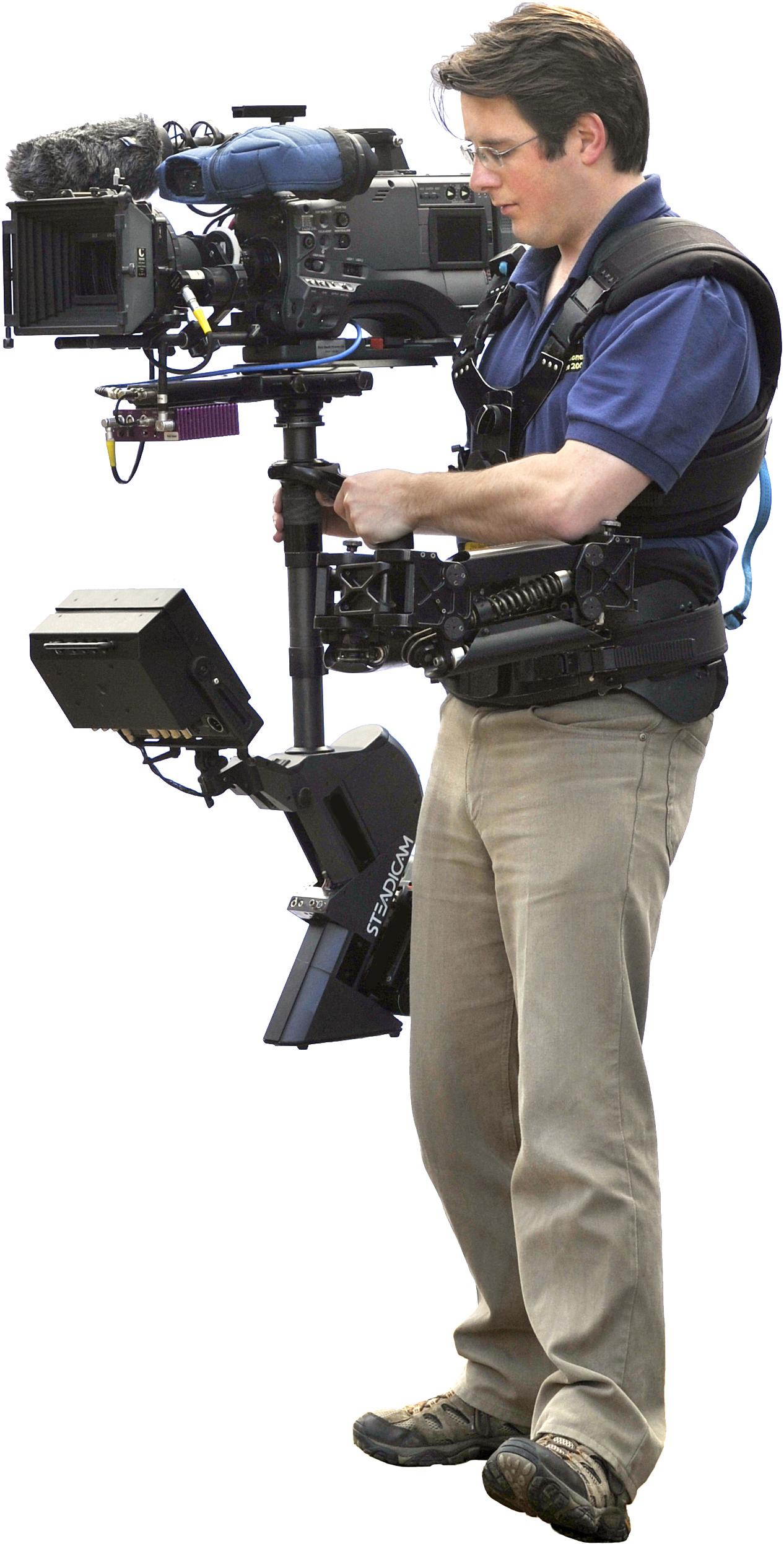
Camerògraf fent servir una steadicam

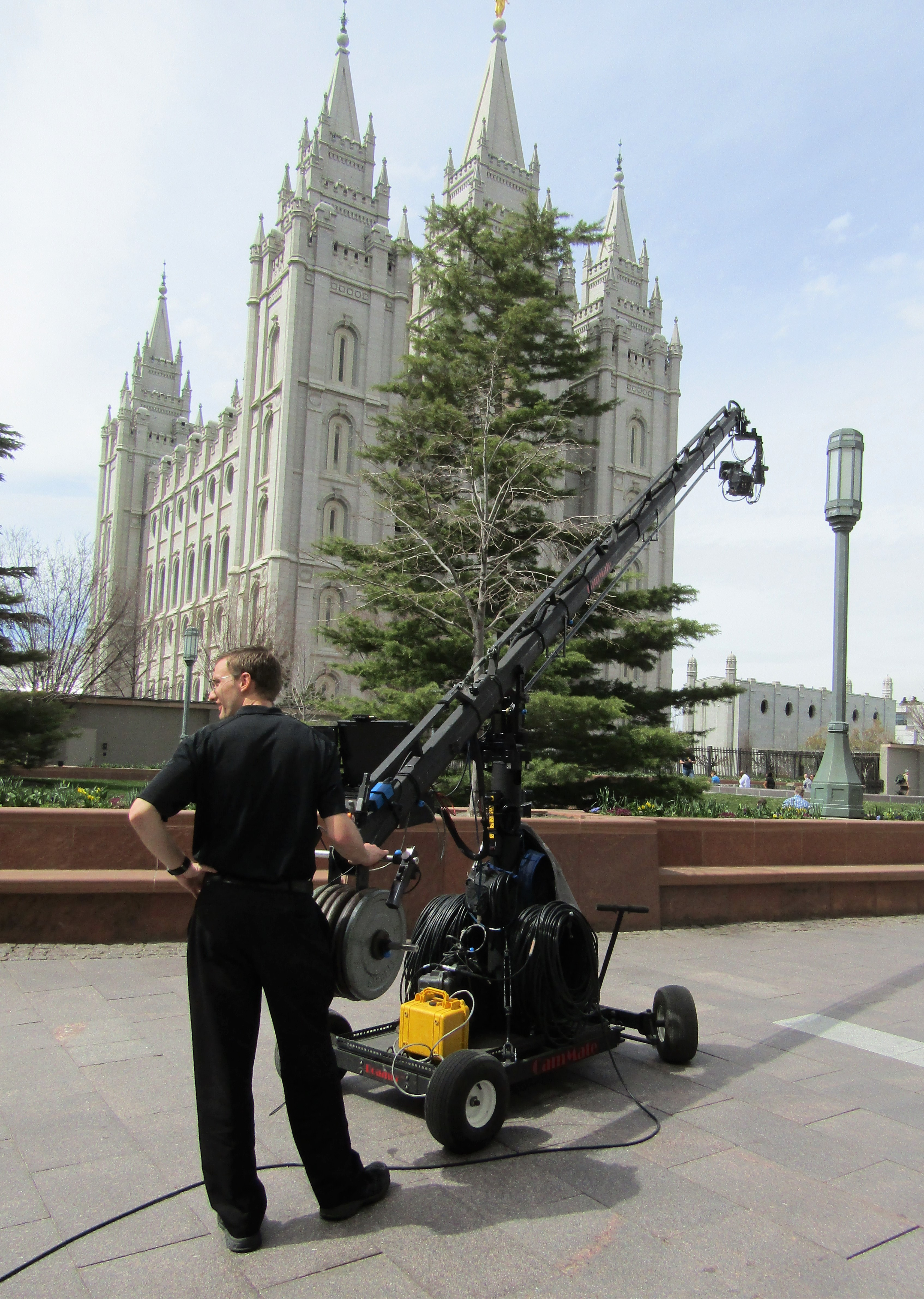
Operador de càmera

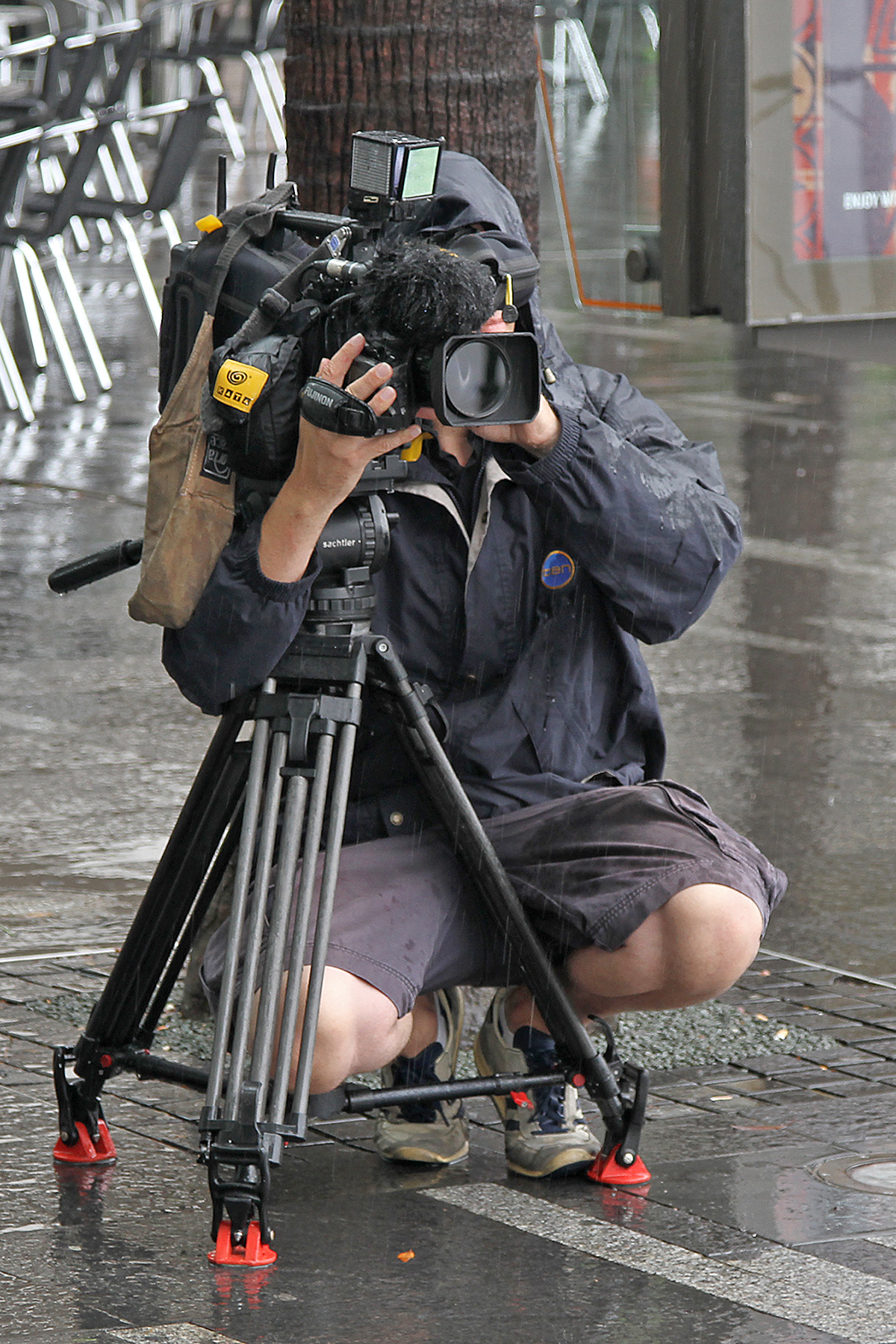
Operador de càmera

L'operador de càmera, també anomenat càmera o segon operador, és l'encarregat de manejar la càmera. D'aquesta persona en depenen funcions com el posicionament de la càmera, els moviments de càmera amb desplaçament o sense i la correcta utilització de la imatge a través dels diferents tipus d'òptica i sistemes de captació. Des de les imatges que enregistra el director s'assabenta a través de la seva informació de qualsevol anomalia a la imatge. Per exemple, podria haver algun element que hagués quedat per error enquadrat dins el pla com per exemple un micròfon, una brillantor no desitjada a la lent, un tècnic, etc.

## Funcions
Les funcions principals del camerògraf són:
- Preparar i fer anar la càmera i tot el seu equipament
- Treballar amb el director i el director de fotografia per tal d'aconseguir un estil visual concret.
- Treballar amb altra gent del departament de càmera i comunicar-se amb els actors[3]

Els camerògrafs segueixen les instruccions del director de fotografia i del director. Normalment, compten amb un foquista quetzant treballa conjuntament amb ells, que s'encarrega de fer les correccions lumíniques necessàries per aconseguir una imatge nítida o de la manera més adient al projecte que estiguin realitzant. Solen començar a treballar al final de la preproducció i assisteixen a consultes tècniques amb altres caps de departament. 
Després que el director i el director de fotografia hagin assajat i acordat els enquadraments, el camerògraf i el director de fotografia decideixen on col·locaran la càmera i quines lents i equips de suport utilitzaran. Els camerògrafs es mantenen en contacte amb altres caps del departament per mantenir-los informats sobre com la posició i el moviment de la càmera poden impactar en la seva feina.
Durant el rodatge, els camerògrafs són responsables de tots els aspectes de la utilització de la càmera, el que permet al director de fotografia concentrar-se exclusivament en la il·luminació i en l'estil visual general del film.
Els operadors de la càmera han d'assegurar-se que la càmera i l'equip estiguin preparats per a les configuracions necessàries i puguin reaccionar a qualsevol imprevist o canvi d'última hora. Han de poder realitzar múltiples tasques i mirar, escoltar i prendre decisions sobre la marxa mentre duen a terme tasques tècniques complexes.
Treballen estretament amb el director, ajustant els detalls exactes de cada enquadrament, suggerint millores creatives o alternatives. A més a més, supervisen la logística de moure la càmera i el treball de manteniment de la càmera.
La feina de camerògraf és físicament exigent, i requereix forts nivells de força i resistència. Les jornades són llargues (de 12 a 14 hores per dia) i es poden requerir alguns desplaçaments a l'estranger, que impliquen llargs períodes allunyats de la base.

## Cinema vs. Televisió
En televisió, el camerògraf és l'encarregat de l'enregistrament de la imatge. En els directes, es comunica amb el director de càmeres que s'encarrega de seleccionar quina de les càmeres és més adient a cada moment i també indica quins plans vol obtenir.
La diferència principal entre l'operador de càmera de televisió i el de cinema, és que el primer, ha d'estar dotat de certa agilitat, versatilitat i dinàmica, ja que ha de treballar en tota mena de circumstàncies. Moltes vegades han de fer retransimissions en directe, feina que requereix molta precisió, ja que les tomes no poden ésser editades ni repetides. En canvi, al cinema, la feina del camerògraf està molt més premeditada i pautada. Hi ha més possibilitats d'assajar i preveure la feina que han de fer.
La diferència de l'operador de càmeres de televisió, pel que fa al de cinema, és que el primer ha de tenir certa agilitat, versatilitat, i dinàmica, per treballar en tot tipus circumstàncies i en molts casos treballar amb enllaços en viu, la qual cosa necessita de precisió, ja que en aquestes circumstàncies les preses no poden ser editades ni repetir-les.
Pel que fa a la dificultat de les preses del camarògraf que opera a produccions cinematogràfiques, depèn del director i del storyboard que s'estableix prèviament al rodatge. Per contra, com se cita el paràgraf anterior, l'operador de càmeres que ho fa en un estudi de televisió o en produccions exteriors (per a televisió) ja sigui en programes variats, magazines, noticiaris, etc., ha de comptar amb una gran versatilitat i creativitat per poder corregir els errors, ja que la majoria de la programació que s'executa és en viu i en directe.
Ara bé, a més de les funcions enunciades anteriorment, el càmera no només és el professional que opera una càmera sinó que actua com a reporter gràfic en plasmar i relatar la història a través de les imatges captades per la seva lent. En la majoria dels casos són figures invisibles que no tenen el mateix reconeixement que els periodistes o fotògrafs, quan la seva tasca és igual d'important dins dels mitjans i en especial en l'àmbit periodístic, com ho va fer veure el programa "L'Ull a la Notícia "de TVE, que recull el testimoni de sis càmeres o reporters gràfics que han estat testimonis dels successos més importants de les últimes dècades de la nostra historia.
El càmera ha de ser reconegut perquè sempre està en el moment dels fets, ja sigui una situació agradable, arriscada o desafortunada, clar exemple el podem veure en els vídeos que encara es conserven sobre la segona guerra mundial, vídeos que van ser gravats en els camps de batalla i en els camps de concentració, difícilment coneixem qui va capturar els fets, però, gràcies a la funció d'aquests càmeres tenim un fragment d'història a les nostres mans. Per això és important destacar que, com qualsevol professió, té una data especial per reconèixer-se.